# Élections législatives de 1981 dans l'Orne
Les élections législatives françaises de 1981 dans l'Orne se déroulent les 14 et 21 juin 1981.

## Élus
| Circonscription | Député sortant | Parti | Parti     | Député élu ou réélu | Parti | Parti     |
| --------------- | -------------- | ----- | --------- | ------------------- | ----- | --------- |
| 1re             | Daniel Goulet  |       | RPR       | Daniel Goulet       |       | RPR       |
| 2e              | Francis Geng   |       | UDF (CDS) | Francis Geng        |       | UDF (CDS) |
| 3e              | Hubert Bassot  |       | UDF (PR)  | Michel Lambert      |       | PS        |

## Positionnement des partis
La majorité sortante UDF-RPR se présente sous le sigle « Union pour la nouvelle majorité », les écologistes proches de Brice Lalonde, ex-candidat à la présidentielle, se réunissent sous la bannière « Aujourd'hui l'écologie ».

## Résultats

### Résultats à l'échelle du département
| Parti          | Parti                              | Premier tour | Premier tour | Second tour | Second tour | Sièges |
| Parti          | Parti                              | Voix         | %            | Voix        | %           | Sièges |
| -------------- | ---------------------------------- | ------------ | ------------ | ----------- | ----------- | ------ |
|                | Rassemblement pour la République   | 42 715       | 28,93        | 30 200      | 19,17       | 1      |
|                | Union pour la démocratie française | 34 767       | 23,55        | 53 975      | 34,27       | 1      |
|                | Divers droite                      | 5 880        | 3,98         |             |             | 0      |
|                | Union pour la nouvelle majorité    | 83 362       | 56,46        | 84 175      | 53,44       | 2      |
|                |                                    |              |              |             |             |        |
|                | Parti socialiste                   | 51 919       | 35,16        | 73 329      | 46,56       | 1      |
|                | Parti communiste français          | 10 665       | 7,22         |             |             | 0      |
|                | Majorité présidentielle            | 62 584       | 42,39        | 73 329      | 46,56       | 1      |
|                |                                    |              |              |             |             |        |
|                | Divers écologiste                  | 1 709        | 1,16         |             |             | 0      |
|                |                                    |              |              |             |             |        |
| Inscrits       | Inscrits                           | 205 840      | 100,00       | 205 835     | 100,00      | 3      |
| Abstentions    | Abstentions                        | 56 190       | 27,3         | 45 546      | 22,13       |        |
| Votants        | Votants                            | 149 650      | 72,7         | 160 289     | 77,87       |        |
| Blancs et nuls | Blancs et nuls                     | 1 995        | 1,33         | 2 785       | 1,74        |        |
| Exprimés       | Exprimés                           | 147 655      | 98,67        | 157 504     | 98,26       |        |

### Résultats par circonscription

#### Première circonscription (Alençon)
| Candidat       | Candidat                    | Parti          | Premier tour | Premier tour | Second tour | Second tour |  |
| Candidat       | Candidat                    | Parti          | Voix         | %            | Voix        | %           |  |
| -------------- | --------------------------- | -------------- | ------------ | ------------ | ----------- | ----------- |  |
|                | Daniel Goulet sortant réélu | RPR (UNM)      | 23 088       | 46,83        | 30 200      | 57,50       |  |
|                | Pierre Mauger               | PS             | 18 955       | 38,44        | 22 321      | 42,50       |  |
|                | Philippe Augier             | Divers droite  | 5 304        | 10,76        |             |             |  |
|                | Raymonde Renard             | PCF            | 1 956        | 3,97         |             |             |  |
|                |                             |                |              |              |             |             |  |
| Inscrits       | Inscrits                    | Inscrits       | 69 777       | 100,00       | 69 774      | 100,00      |  |
| Abstentions    | Abstentions                 | Abstentions    | 19 870       | 28,48        | 16 665      | 23,88       |  |
| Votants        | Votants                     | Votants        | 49 907       | 71,52        | 53 109      | 76,12       |  |
| Blancs et nuls | Blancs et nuls              | Blancs et nuls | 604          | 1,21         | 588         | 1,11        |  |
| Exprimés       | Exprimés                    | Exprimés       | 49 303       | 98,79        | 52 521      | 98,89       |  |

#### Deuxième circonscription (Mortagne-au-Perche - L'Aigle)
| Candidat       | Candidat                   | Parti          | Premier tour | Premier tour | Second tour | Second tour |  |
| Candidat       | Candidat                   | Parti          | Voix         | %            | Voix        | %           |  |
| -------------- | -------------------------- | -------------- | ------------ | ------------ | ----------- | ----------- |  |
|                | Francis Geng sortant réélu | UDF (CDS)      | 15 218       | 36,47        | 24 048      | 53,71       |  |
|                | André Grudet               | PS             | 14 331       | 34,35        | 20 728      | 46,29       |  |
|                | Michel Bruguière           | RPR            | 9 052        | 21,69        | Retrait     | Retrait     |  |
|                | Alain Haubert              | PCF            | 2 549        | 6,11         |             |             |  |
|                | Léon Levesque              | Divers droite  | 576          | 1,38         |             |             |  |
|                |                            |                |              |              |             |             |  |
| Inscrits       | Inscrits                   | Inscrits       | 59 651       | 100,00       | 59 651      | 100,00      |  |
| Abstentions    | Abstentions                | Abstentions    | 17 188       | 28,81        | 14 078      | 23,6        |  |
| Votants        | Votants                    | Votants        | 42 463       | 71,19        | 45 573      | 76,4        |  |
| Blancs et nuls | Blancs et nuls             | Blancs et nuls | 737          | 1,74         | 797         | 1,75        |  |
| Exprimés       | Exprimés                   | Exprimés       | 41 726       | 98,26        | 44 776      | 98,25       |  |

#### Troisième circonscription (Argentan - Flers)
| Candidat       | Candidat              | Parti          | Premier tour | Premier tour | Second tour | Second tour |  |
| Candidat       | Candidat              | Parti          | Voix         | %            | Voix        | %           |  |
| -------------- | --------------------- | -------------- | ------------ | ------------ | ----------- | ----------- |  |
|                | Hubert Bassot sortant | UDF (PR)       | 19 549       | 34,52        | 29 927      | 49,71       |  |
|                | Michel Lambert élu    | PS             | 18 633       | 32,90        | 30 280      | 50,29       |  |
|                | Jacques Lasne         | RPR (UNM)      | 10 575       | 18,67        | Retrait     | Retrait     |  |
|                | Roger Jouadé          | PCF            | 6 160        | 10,88        |             |             |  |
|                | Jean-Luc Pithois      | MÉP            | 1 709        | 3,02         |             |             |  |
|                |                       |                |              |              |             |             |  |
| Inscrits       | Inscrits              | Inscrits       | 76 422       | 100,00       | 76 410      | 100,00      |  |
| Abstentions    | Abstentions           | Abstentions    | 19 142       | 25,05        | 14 803      | 19,37       |  |
| Votants        | Votants               | Votants        | 57 280       | 74,95        | 61 607      | 80,63       |  |
| Blancs et nuls | Blancs et nuls        | Blancs et nuls | 654          | 1,14         | 1 400       | 2,27        |  |
| Exprimés       | Exprimés              | Exprimés       | 56 626       | 98,86        | 60 207      | 97,73       |  |